# Darda
Darda je obec (opčina) v Osijecko-baranjské župě ve východním Chorvatsku. V roce 2011 zde žilo celkem 5 394 obyvatel. 
Obec se rozkládá v rovinaté Panonské nížině, asi 12 km severně od města Osijek, na silničním i železničním tahu směrem do města Beli Manastir a k maďarské hranici. 
První písemná zmínka o obci s tímto názvem (Tarda) pochází již z dob existence Římské říše. Bylo navštěvováno obchodníky, kteří překonávali severní hranici impéria z oblastí dnešní střední a východní Evropy.
V Dardě se nachází i zámeček rodiny Esterházy. Na blízkém slepém rameni řeky Drávy stával během expanze Turků dřevěný most. Obec je napojena na trať Osijek–Beli Manastir.